# Vũng Tàu

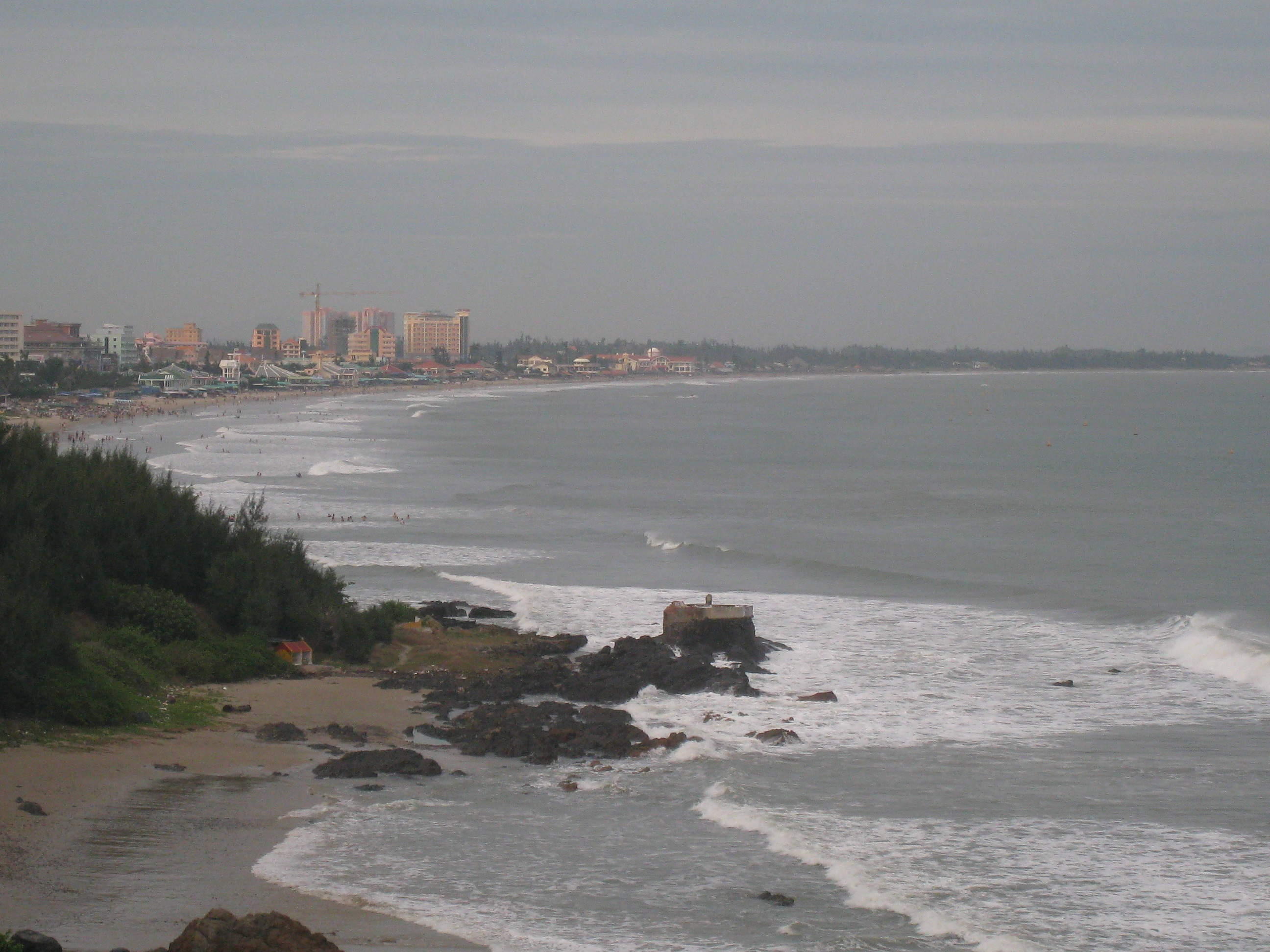
Vung Tau

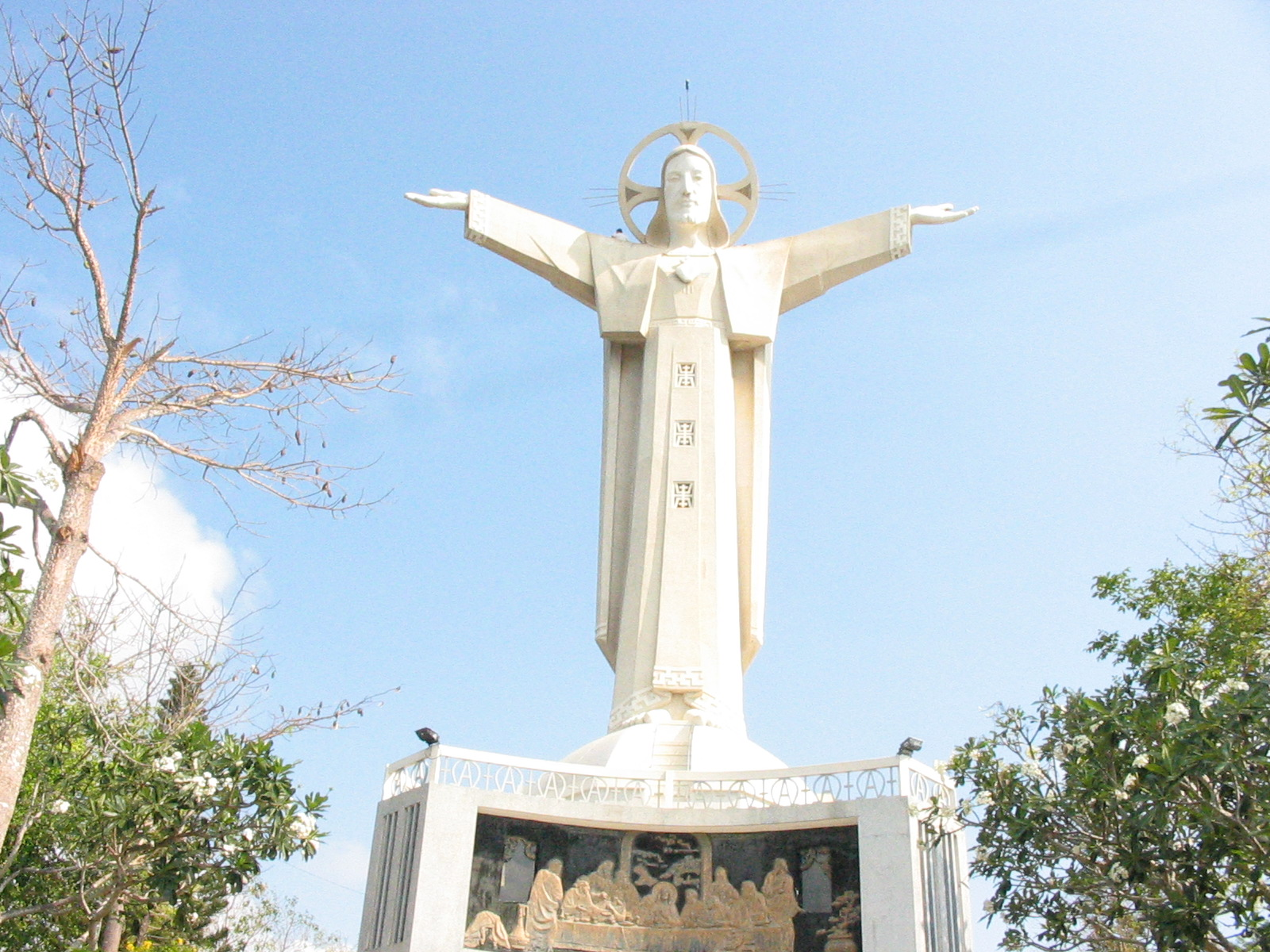
Cristo de Vũng Tàu

Vung Tau é uma cidade do Vietname, na província de Ba Ria-Vung Tau. Vung Tau é o centro do petróleo do Vietnam. É também um do centro do turismo no país. A área da cidade é 140 quilômetros quadrados, e sua população em 2005 era de 240 000 habitantes.